# Elbląg (rzeka)
Elbląg (niem. Elbing) – rzeka na Żuławach Wiślanych o długości 14,5 km. Wypływa z jeziora Druzno, uchodzi do Zalewu Wiślanego.
Rzeka jest żeglowna na całej długości (od Elbląga traktowana jako morskie wody śródlądowe).
Poprzez kanały posiada połączenie:
- z Nogatem – Kanał Jagielloński
- z jeziorami Pojezierza Iławskiego – Kanał Elbląski

Rzeka Elbląg stanowi oś żeglugowego systemu transportowego. Poprzez Kanał Jagielloński i Nogat posiada połączenie z Wisłą, a poprzez Kanał Elbląski łączy się z Iławą i Ostródą. Na rzece znajduje się port morski w mieście Elbląg. W okresach suszy woda z rzeki za pomocą systemu melioracyjnego może być wykorzystywana do nawadniania obszarów rolniczych na Żuławach Elbląskich.
W zależności od wahań poziomu wody w Zalewie Wiślanym spowodowanych "wpychaniem" wód Bałtyku do Cieśniny Piławskiej przez silne wiatry północne i północno-wschodnie, kierunek spływu wód rzeki Elbląg odwraca się i powoduje spiętrzenie wody jeziora Druzno. Znaczna część dorzecza rzeki obejmuje tereny depresyjne, w tym największą depresję w Polsce 1,8 m p.p.m., położoną na południowy wschód od miasta Elbląg pomiędzy wsią Raczki Elbląskie a rzeką Tyną. Prawie na całej długości rzeki Elbląg i jej dopływach w ich dolnym biegu występują obwałowania przeciwpowodziowe.
Według niektórych źródeł do przepływu rzeki zalicza się również przepływ rzeki Dzierzgoń wypływającej w powiecie sztumskim, o długości 45 kilometrów i uchodzącej do jeziora Druzno.
W północno-wschodniej części zlewni występuje Park Krajobrazowy Wysoczyzny Elbląskiej. Poza tym na jej terenie znajdują się:
- Rezerwat przyrody Jezioro Drużno
- Rezerwat przyrody Zatoka Elbląska
- Rezerwat przyrody Dęby w Krukach Pasłęckich
- Rezerwat przyrody Lenki
- Obszar Chronionego Krajobrazu Jeziora Drużno
- Obszar Chronionego Krajobrazu Kanału Elbląskiego
- Obszar Chronionego Krajobrazu Rzeki Dzierzgoń
- Obszar Chronionego Krajobrazu Rzeki Nogat
- Obszar Chronionego Krajobrazu Rzeki Wąskiej.

Do rzeki Elbląg uchodzą cieki:
- Babica – struga[3]
- Dunówka – struga[4]
- Fiszewka – rzeka[5]
- Kumiela – struga[6]
- Kanał Miejski – kanał[7], w mieście Elbląg
- Tina – rzeka[8][9]